# بورسين
بورسين (بالفرنسية: Boursin)‏ هي بلدية تقع في إقليم باد كاليه من منطقة نور با دو كاليه في شمال فرنسا. تبلغ مساحة هذه المدينة 7.58 (كم²)، وترتفع عن سطح البحر 104 م، يبلغ عدد سكانها 265 نسمة حسب إحصاء المعهد الوطني للإحصاء والدراسات الاقتصادية سنة 2009 م. وترأس Daniel Rougemont البلدية خلال فترة (2008-2014).